# Molluscivore
Un molluscivore ou malacophage est un animal carnivore (éventuellement saprophage) qui se nourrit surtout de mollusques. 

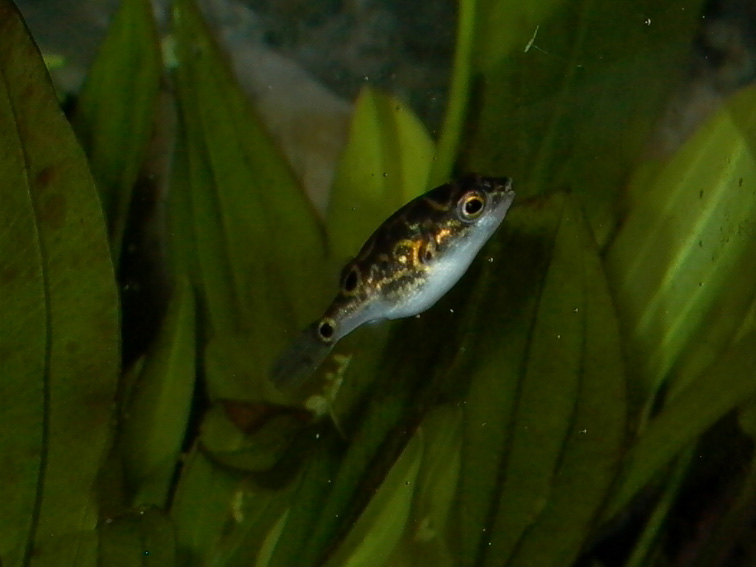
Carinotetraodon travancoricus est un poisson molluscivore

## Exemples

### Chez les poissons
Plusieurs espèces de poisson-coffre et de loches correspondent à cette catégorie. 
Les mollusques étant souvent bien protégés par leur coquille, l'évolution a doté les poissons molluscivores d'une denture et de techniques de prédations très spécialisées. On les divise généralement en deux groupes : 
1. les « broyeurs ». par exemple le poisson-coffre serait plutôt un broyeur car il utilise ses dents, semblables à un bec, pour casser la coquille et accéder à la chair à l'intérieur.
2. les « slurpers » ; Les loches sont des slurpers spécialisés qui se servent de leur museau de forme caractéristique pour saisir l'animal vivant à l'intérieur de la coquille.

### Chez les oiseaux
Parmi les oiseaux, les oiseaux de rivage appelés justement huîtriers sont bien connus pour se nourrir de bivalves. 
Un rapace au moins est lui aussi essentiellement un molluscivore: le milan des marais (Rostrhamus sociabilis).

### Chez les insectes
Toute une famille de diptère (mouches) est malacophage ou potentiellement malacophage (selon la disponibilité en escargots) au stade larvaire ; certaines espèces sont adaptées à l'environnement aquatique et mangeuses d'escargots d'eau douce. Cette grande famille (Sciomyzidae) regroupe plus de 540 espèces (dont neuf sous-espèces) largement réparties dans le monde, classées en 61 genres (sachant que plusieurs espèces inédites sont également citées dans des collections privées). 

## Sémantique
De manière plus précise, 
- On utilise aussi le terme de « durophagie » pour décrire ce comportement alimentaire quand il concerne des proies dotées de coquilles dures ou très dures[2].

Dans un autre domaine, on qualifie un animal s'alimentant principalement de coléoïdes de teuthophage. Certaines baleines à dents sont teuthophages, comme le grand cachalot.